# Aít Yusef U Ali
Aít Yusef U Ali (en árabe: آيت يوسف أو علي‎, en francés: Aït Youssef Ou Ali) es un municipio marroquí en la región de Tánger-Tetuán-Alhucemas. Desde 1912 hasta 1956 perteneció a la zona norte del Protectorado español de Marruecos.